# Commission béninoise des droits de l'homme
La Commission béninoise des droits de l'homme (CBDH) créée dans les années 1990, est l’institution nationale béninoise indépendante chargée de la protection et de la promotion des droits de l’homme, accréditée de statut auprès des Nations unies. Elle n’est assujettie à aucune autorité publique et exerce ses fonctions sans aucune ingérence.

## Historique
La Commission béninoise des droits de l'homme (CBDH) est créée en 2012, conformément à la Loi n° 2012-36 portant création de la Commission béninoise des droits de l’Homme délibérée et adoptée en sa séance du 17 par l’Assemblée Nationale. Au regard de sa conformité aux "Principes de Paris", elle est accréditée le 18 mars 2022 au statut "A" de l'Alliance Mondiale des Institutions Nationales des Droits de l'Homme (GANHRI). Avec cette accréditation, la commission est amenée à prendre la parole devant le Conseil des droits de l'homme.

## Composition
Dans la section II de la composition de la commission en son Article 5 de la loi n° 2012-36 portant création de la Commission béninoise des droits de l’Homme, la Commission comprend onze (11) membres choisis parmi les personnalités de nationalité béninoise jouissant de leurs droits civils et politiques et connues pour leur probité morale, leur indépendance d’esprit, leur expérience dans leurs domaines respectifs et leur intérêt pour les droits de l’Homme.

## Mission
Conformément à la Loi n° 2012-36 portant création de la Commission béninoise des droits de l’Homme, délibérée et adoptée en sa séance du 17 par l’Assemblée Nationale, la commission a pour mission principale, la promotion et la sauvegarde des droits de l'homme en République du Bénin. À cet titre, elle peut recommander la ratification d'instruments internationaux relatifs aux droits de l'homme, prendre part à la préparation des rapports que le gouvernement doit rédiger à l'intention des divers organes de l'ONU ou de toutes institutions internationales, gouvernementales ou non gouvernementales, ayant la charge des questions relatives aux droits de l'Homme.